# Constance Cummings-John
Constance Agatha Cummings-John (* 7. Januar 1918 in Freetown; † 21. Februar 2000 in London, Vereinigtes Königreich) war eine sierra-leonische Frauenrechtlerin, Politikerin und Lehrerin.

## Leben
Sie wurde als Mitglied der Krio-Familie Horton geboren. Ihre Familie waren Nachfahren befreiter Sklaven, die sich im 18. Jahrhundert in der Gegend niedergelassen hatten.
Cummings-John absolvierte eine Ausbildung zur Lehrerin in London. Nach der Ausbildung ging sie 1930 in die Vereinigten Staaten von Amerika. Auf Grund des erlebten Rassismus, kehrte sie 1936 nach London zurück und engagierte sich beim International African Service Bureau.
1951 kehrte sie nach Freetown zurück. Ein Jahr später gründete sie die Frauenorganisation Sierra Leone Women's Movement (SLWM). In dieser Zeit setzte sie sich für die staatliche Unabhängigkeit Sierra Leones ein und agierte auf internationaler Ebene gegen Kolonialismus und für die rechtliche Gleichstellung der Frau. Nach der Unabhängigkeit des Landes im Jahr 1961, hatte sie einen Mandat als Abgeordnete der Sierra Leone People’s Party (SLPP) im Parlament inne.
1966 wurde sie, als erste afrikanische Frau, Bürgermeisterin von Freetown.
Sie war mit dem Anwalt Ethnan Cummings-John verheiratet. Zusammen hatten sie zwei Söhne. Cummings-John ist seit dem 1. Juli 2022 auf der 20-Leone-Banknote abgebildet.

## Werke
- Memoirs of a Krio Leader. Humanities Research Centre, Ibadan 1995, ISBN 978-2165-50-6.